# Eva Billisich
Eva Billisich (née le 23 octobre 1963 en Autriche) est une actrice autrichienne.

## Biographie
Eva Billisich commence sa carrière dans la troupe Schlabarett en compagnie d'Alfred Dorfer et Roland Düringer. Elle participe ainsi à des pièces, des films et des téléfilms.
Avec le Theatro Piccolo, elle écrit et joue des pièces pour enfants.
Entre 1995 et 2010, elle a occupé des postes d'actrice, de réalisatrice et d'auteure au Théâtre Piccolo, un théâtre musical destiné aux enfants et aux jeunes. Pendant cette période, elle débute également l'écriture de livres pour les jeunes, dont certains sont illustrés par Picco Kellner (fondateur et directeur du Theatro Piccolo).
En 2010, elle fonde avec Thomas Hufnagl et les musiciens Christian Clementa et Martin Bachhofner un groupe, "Lasterliede", dont elle écrit des textes en dialecte viennois (de).

## Filmographie
Cinéma
- 1989 : Eis
- 1993 : Muttertag
- 1997 : Qualtingers Wien
- 1997 : Freispiel
- 1998 : Hinterholz 8
- 1999 : Wanted
- 2002 : Poppitz
- 2003 : MA 2412 – Die Staatsdiener
- 2005 : Die Viertelliterklasse (de)
- 2008 : Darum

Téléfilms
- 1999 : Jahrhundertrevue

Séries télévisées
- 1992 : Kaisermühlen Blues (de)
- 1998-2002 : MA 2412
- 2003 : Julia – eine ungewöhnliche Frau (de) - Schotter
- 2006 : SOKO Donau (de) - Unter Druck
- 2009 : Der wilde Gärtner (de)
- 2009 : Dorfers Donnerstalk (de)
- 2011 : Tatort: Ausgelöscht (de)
- 2014 : Tatort: Abgründe (de)
- 2015 : Tatort: Deckname Kidon (de)

## Source de la traduction
- (de) Cet article est partiellement ou en totalité issu de l’article de Wikipédia en allemand intitulé « Eva Billisich » (voir la liste des auteurs).